# Leon Russell Records
Leon Russell Records es una compañía discográfica creada por Leon Russell, creado en 1995. Lanzando dos álbumes en vivo de Leon Russell de entre la época de los 70-80, también tiene un disco de música en sesión con JJ Cale llamado "En sesión en The Paradise Studios - Los Ángeles, 1979" y otros más.
↵Lanzó el recopilatorio de las canciones más famosas de sí mismo pero con su voz cambiada (2001) Llamada Signature songs.
También liberó un semi recopilatorio llamado " Best Of Hank Wilson " Juntando canciones antiguas con su voz antigua y su voz cambiada (2009)

## Información
Leon decidió abrir su tercer sello, Leon Russell Records, que se anunció con el lanzamiento de su álbum debut,  Hymns of Christmas,  un álbum orquestal dirigido y con Leon en el piano y que consta de piezas clásicas navideñas interpretadas íntegramente instrumentalmente.
Este proyecto fue el primero de una serie de esfuerzos específicos de género que le permitió a Leon sumergirse más profundamente en los géneros que más lo inspiraron; de su álbum de estándares con la Sinfónica de Nashville titulado Moonlight & Love Songs, to the Gospel centrado en A Mighty Flood, y los sonidos honky-tonk de Bad Country.
Leon Russell Records lanzó más álbumes de Leon (12) que cualquier otro sello. Sin embargo , la última grabación de Leon,  On A Distant Shore,  se publicó póstumamente en Palmetto Records el 22 de septiembre de 2017.

## Discos
|  |                                         | Sugaree                                                                          | The American Dream (CD, Álbum)                    | 31023       | 2010 |  |  |
|  | J.J. Cale Featuring Leon Russell        | In Session At The Paradise Studios - Los Ángeles, 1979 (DVD-V, NTSC)             | 2564 63106-2                                      | 2002        |      |  |  |
|  | J.J. Cale Featuring Leon Russell        | In Session At The Paradise Studios - Los Ángeles, 1979 (DVD-V, PAL)              | 60 01870 6030                                     | 2002        |      |  |  |
|  | Leon Russell And The New Grass Revival* | Live And Pickling Fast (DVD-V, Multichannel, PAL)                                | DVD6002X                                          | 2002        |      |  |  |
|  | JJ Cale* Featuring Leon Russell         | In Session At The Paradise Studios, Los Ángeles, 1979 (DVD-V, Multichannel, PAL) | DVD6003X                                          | 2002        |      |  |  |
|  | JJ.Cale* Featuring Leon Russell         | In Session At The Paradise Studios, Los Ángeles, 1979 (DVD-V)                    | DVD8048X                                          | 2005        |      |  |  |
|  | Leon Russell                            | Angel In Disguise (CD, Álbum)                                                    | LLR-31020-2                                       | 2006        |      |  |  |
|  | Leon Russell                            | Crazy Love (CD, Álbum)                                                           | LRR30001                                          | 2000        |      |  |  |
|  | Leon Russell                            | Moonlight & Love Songs (CD, Álbum)                                               | LRR-30003-2                                       | 2000        |      |  |  |
|  | Connye Florance                         | Connye Florance (CD, Álbum)                                                      | LRR-30004-2                                       | 2001        |      |  |  |
|  | Leon Russell                            | Hank Wilson Vol. II (CD, Álbum)                                                  | LRR-30006-2                                       | 2001        |      |  |  |
|  |                                         | Leon Russell                                                                     | Signature Songs (CD, Álbum)                       | LRR-30008   | 2001 |  |  |
|  |                                         | Teddy Jack*                                                                      | Teddy Jack (CD, Álbum)                            | LRR-30013-2 | 2004 |  |  |
|  |                                         | Matt Harris, Leon Russell                                                        | Slightly Elliptical Orbit (CD, Álbum)             | LRR 30015-2 | 2001 |  |  |
|  |                                         | Leon Russell                                                                     | Almost Piano (CD, Álbum)                          | LRR 31016-2 | 2007 |  |  |
|  |                                         | Leon Russell                                                                     | Bad Country (CD, Álbum)                           | LRR31017-2  | 2007 |  |  |
|  |                                         | Leon Russell                                                                     | In Your Dreams (CD, Álbum)                        | LRR 31018-2 | 2003 |  |  |
|  |                                         | Leon Russell                                                                     | A Mighty Flood (CD, Álbum)                        | LRR 31019   | 2008 |  |  |
|  |                                         | Leon Russell                                                                     | Best Of Hank Wilson (CD, Comp)                    | LRR-31021-2 | 2009 |  |  |
|  |                                         | Leon Russell                                                                     | Blues (Álbum)                                     | none        | 1995 |  |  |
|  |                                         | Leon Russell                                                                     | Hymns Of Christmas (CD, Álbum)                    | none        | 1995 |  |  |
|  |                                         | Leon Russell                                                                     | Snapshot (CD, Álbum)                              | none        | 2013 |  |  |
|  |                                         | Leon Russell With The New Grass Revival                                          | Hank Wilson Vol. 4 Rhythm & Bluegrass (CD, Álbum) | none        | 2001 |  |  |
|  |                                         | Leon Russell                                                                     | Live At Gilley's (CD, Álbum, RE)                  | VSD00087    | 2019 |  |  |

## Artistas Relacionados Con el Sello
- Leon Russell
- JJ Cale
- Sugaree
- The new grass
- Connye Florance
- Teddy Jack
- Matt Harris.

- Datos: Q102420543